# Friedrich Schneider (Pädagoge)
Friedrich Schneider (* 28. Oktober 1881 in Köln; † 14. März 1974 in München) war ein deutscher Erziehungswissenschaftler katholischen Glaubens.
Nach Volksschullehrer-, Mittelschullehrer- und Rektorenprüfung und -dienst war er in der Lehrerbildung tätig.
Er studierte Deutsch, Geschichte und Philosophie an den Universitäten Bonn und Münster.
Nach philologischem Staatsexamen und Promotion 1918 bei Berthold Litzmann folgte 1923 die Habilitation an der Universität Köln (dort bis 1940 Privatdozent für Erziehungswissenschaft). 1926 wurde er Dozent, 1928 Professor für Pädagogik und Psychologie an der Pädagogischen Akademie Bonn (PA). Er unternahm zahlreiche Studien- und Vortragsreisen durch Deutschland und die meisten europäischen Länder; dabei lernte er den „Europapädagogen“ Pierre Frieden kennen, mit dem er lebenslang befreundet war.
1928 weilte er als Gastprofessor in den USA an der Columbia University New York.
1931 gründete und leitete er die dreisprachige Internationale Zeitschrift für Erziehungswissenschaft. Im November 1933 unterzeichnete er das Bekenntnis der Professoren an den deutschen Universitäten und Hochschulen zu Adolf Hitler. Dennoch entfernte die NS-Regierung 1934 Schneider durch Zwangspensionierung aus der Lehre der Hochschule für Lehrerbildung Bonn und entzog ihm die Zeitschrift; 1940 wurde ihm auch die Lehrbefugnis an der Universität Köln entzogen. 1943 bot die Universität Freiburg (Schweiz) Schneider einen Lehrstuhl für Pädagogik an, das NS-Regime untersagte ihm jedoch, diesen anzunehmen.
1946 wurde ihm das Direktorat der Pädagogischen Akademie Essen angeboten, doch wurde er Professor für Pädagogik an der Theologischen Fakultät der Universität Salzburg; Schneider gründete dort das Institut für Vergleichende Erziehungswissenschaft, das er bis 1953 selbst leitete; 1947–48 war er Gastprofessor an der Universität Innsbruck.
1949 wurde er schließlich Professor für Pädagogik an der Ludwig-Maximilians-Universität München. 1951 wurde er Ritter des Silvesterordens.
Schneider gilt als Begründer der Vergleichenden Erziehungswissenschaft in Deutschland. Er erforschte auch die Probleme der Selbst- und Familienerziehung. In zahlreichen Veröffentlichungen, die in bis zu sieben Sprachen übersetzt wurden, hat er einer vom katholischen Glauben und der deutschen Erziehungstradition her inspirierten Pädagogik auch im Ausland Achtung verschafft.
Schneiders Grab befindet sich am Münchner Nordfriedhof unter der Grabnummer 171–A–54.

## Werke
1. Textsammlungen
1.1 von Schneider herausgegeben
- Bildungskräfte im Katholizismus der Welt (1936)
- Die Jugendverwahrlosung und ihre Bekämpfung (1950)
- Jugendkriminalität (1952)
- Benachteiligte Kinder (1953)
- Tiefenpsychologie und Erziehung (1953)

1.2 von anderen herausgegeben
- Th. Rutt: Friedrich Schneider – Ausgewählte pädagogische Abhandlungen (1963)

2. Monographien (Auswahl)
- Erzieher und Lehrer (1928)
- Pädagogik und Individualität (1930)
- Katholische Familienerziehung (1935, 7. Aufl. 1961)
- Die Selbsterziehung (1936)
- Die Praxis der Selbsterziehung (1940, 6. Aufl. 1961)
- Triebkräfte der Pädagogik der Völker (1946, 2. Aufl. 1947)
- Der christliche Erzieher (1947)
- Einführung in die Erziehungswissenschaft (1948, 2. Aufl. 1953)
- Geltung und Einfluß der deutschen Pädagogik im Ausland (1953)
- Europäische Erziehung (1959)
- Vergleichende Erziehungswissenschaft (1961)
- Ein halbes Jahrhundert erlebter und mitgestalteter vergleichender Erziehungswissenschaft (1970) ISBN 978-3-506-77927-4

3. Bibliographien
- Wolfgang Brezinka (Hrsg.): Weltweite Erziehung. Festgabe zum 80. Geburtstag (1961)
- Th. Rutt: Friedrich Schneider – Ausgewählte pädagogische Abhandlungen (1963)